# Autokinetischer Effekt
Der autokinetische Effekt ist eine optische Täuschung, bei der kleine fixierte Lichtquellen oder ein kurz dargebotener stationärer Lichtpunkt im Blickfeld in einer sonst dunklen Umgebung als bewegt wahrgenommen werden. Die wahrgenommene Richtung und die Bewegungsweite können dabei stark variieren. Der Begriff ist abgeleitet von altgriechisch αὐτός autós, also selbst, und altgriechisch κίνησις kínesis Bewegung.

## Ursachen
Die Wahrnehmung von Bewegung (oder auch einer stationären Lage) erfolgt immer in Bezug zu einem Referenzpunkt; vor einem gleichförmigen, reizarmen Hintergrund fehlt dieser Referenzpunkt und die Position des Lichtpunktes ist nicht klar verankert. Es wird vermutet, dass unwillkürliche Augenbewegungen (insbesondere bei Ermüdung) beim Zustandekommen des Effektes eine Rolle spielen – die erlebte Bewegung entspricht aber nicht 1:1 den Augenbewegungen.

## Autokinetischer Effekt bei Nachtflügen
Bei Nachtflügen können Piloten in eine Situation geraten, bei der sie einzelne Lichtpunkte in einem ansonsten schwarzen Umfeld zuordnen und richtig lokalisieren müssen (beispielsweise ein Licht am Boden oder einen Stern). Der autokinetische Effekt kann die Illusion vermitteln, dass dieser Punkt zu einem anderen Flugzeug auf Kollisionskurs gehört. Der Risikofaktor dabei besteht darin, diesen scheinbaren Kollisionskurs korrigieren zu wollen.

## Autokinetischer Effekt beim Nachtangeln
Beim Ansitzangeln mit Leuchtposen, die mit Knicklichtern oder anderen Leuchtmitteln ein schwaches Licht ausstrahlen, kann bei einer glatten Wasseroberfläche kein Referenzpunkt zu anderen Objekten ausgemacht werden. Dies führt häufig dazu, dass eine Bewegung der Pose, die normalerweise auf den Anbiss eines Fisches hindeutet, wahrgenommen wird, aber real nicht stattgefunden hat.

## Autokinetischer Effekt und Meinungsanpassung
Da beim autokinetischen Effekt die wahrgenommene Bewegung eines Lichtpunktes keine objektive Basis hat, eignet sie sich gut für die Untersuchung von Meinungsbildung in Gruppen. Muzafer Sherif ließ 1935 Teilnehmer in einem Experiment diese Bewegung beurteilen und das Urteil entweder alleine oder im Gruppenkontext mitteilen. Es ließ sich zeigen, dass die in der Gruppe abgegebenen Urteile nach wenigen Durchgängen konvergierten, die mitgeteilten Bewegungsweiten glichen sich also an. Diese Konformität in den Urteilen blieb auch erhalten, wenn die Gruppenmitglieder wieder einzeln urteilen sollten.